# 格热戈日·沃马奇
格熱戈日·沃馬奇（波蘭語：Grzegorz Łomacz；1987年10月1日—）是一位波蘭排球運動員。他現在效力於波蘭球隊MKS Cuprum Lubin。他也是波蘭國家男子排球隊的一員，並曾代表國家參加2016年夏季奧林匹克運動會。